# Plufur
Plufur – miejscowość i gmina we Francji, w regionie Bretania, w departamencie Côtes-d’Armor.
Według danych na rok 1990 gminę zamieszkiwało 520 osób, a gęstość zaludnienia wynosiła 30 osób/km² (wśród 1269 gmin Bretanii Plufur plasuje się na 816. miejscu pod względem liczby ludności, natomiast pod względem powierzchni na miejscu 588.).